# سيلفيا ريغر
سيلفيا ريغر (بالألمانية: Silvia Rieger)‏ هي منافسة ألعاب القوى ألمانية، ولدت في 14 نوفمبر 1970 في Hinte ‏ في ألمانيا.

## وصلات خارجية
- سيلفيا ريغر على موقع الاتحاد الدولي لألعاب القوى (الإنجليزية)
- سيلفيا ريغر على موقع اللجنة الأولمبية الدولية (الإنجليزية)
- سيلفيا ريغر على موقع أوليمبيديا (الإنجليزية)